# Conversión interna
El término conversión interna describe los procesos intermoleculares por los cuales la molécula pasa a un estado electrónico de más baja energía sin emisión de radiación (fluorescencia). Estos procesos ni están bien definidos ni se entienden bien. Son procesos muy eficaces.
En física nuclear también se usa el término "conversión interna" cuando núcleos pesados inestables se desintegran cediendo la energía liberada a un electrón próximo desplazándolo de su orbital. Dicho modo de desexcitación compite con la desintegración {\displaystyle \gamma }. Los electrones de alta energía liberados durante la conversión interna, no son consideradas partículas {\displaystyle \beta } ya que su origen no es la desintegración {\displaystyle \beta }. En muchos casos se dan ambos tipos de desintegración, superponiéndose el espectro continuo de la emisión {\displaystyle \beta } con el espectro discreto de los electrones de conversión. La vacante dejada por el electrón, suele ser ocupada por otro electrón de una capa superior con la consecuente emisión de un fotón o un electrón Auger.